# An Hyo-yeon
An Hyo-yeon (ur. 16 kwietnia 1978 w Inczonie) – południowokoreański piłkarz, grający na pozycji napastnika.

## Kariera klubowa
Pierwszym klubem piłkarskim w karierze An Hyo-yeona był uczelniany Dongguk University, do którego trafił w 1997. W 2001 na dwa sezony trafił do Japonii do Kyoto Purple Sanga. Z Kyoto Purple zdobył Puchar Cesarza w 2002.
W 2003 wrócił do Korei, gdzie został zawodnikiem Busan I’cons. Z Busan zdobył Puchar Korei w 2004. W 2005 występował w Suwon Bluewings, a w 2006 w Seongnam Ilhwa Chunma. Z Seongnam zdobył mistrzostwo Korei. W 2007–2008 był wypożyczony do Suwon Bluewings. Z Suwon zdobył mistrzostwo Korei w 2008.
W 2009 występował w Chunnam Dragons i japońskim drugoligowcu Yokohama FC. Rok 2010 rozpoczął w Singapurze w Home United FC. Od 2010 występuje w Indonezji, gdzie był zawodnikiem Persela Lamongan, Bintang Medan i PSMS Medan.
| Sezon   | Klub                  | Kraj             | Rozgrywki      | Mecze | Bramki |
| ------- | --------------------- | ---------------- | -------------- | ----- | ------ |
| 2001    | Kyoto Purple Sanga    | Japonia          | J2 League      | 39    | 8      |
| 2002    | Kyoto Purple Sanga    | Japonia          | J.League       | 7     | 1      |
| 2003    | Busan I’cons          | Korea Południowa | K-League       | 14    | 0      |
| 2004    | Busan I’cons          | Korea Południowa | K-League       | 18    | 4      |
| 2005    | Suwon Bluewings       | Korea Południowa | K-League       | 18    | 2      |
| 2006    | Seongnam Ilhwa Chunma | Korea Południowa | K-League       | 16    | 0      |
| 2007    | Suwon Bluewings       | Korea Południowa | K-League       | 10    | 1      |
| 2008    | Suwon Bluewings       | Korea Południowa | K-League       | 10    | 1      |
| 2009    | Chunnam Dragons       | Korea Południowa | K-League       | 3     | 0      |
| 2009    | Yokohama FC           | Japonia          | J2 League      | 18    | 3      |
| 2010    | Home United FC        | Singapur         | S-League       | 1     | 0      |
| 2010    | Persela Lamongan      | Indonezja        | Liga Indonesia | 8     | 0      |
| 2011    | Bintang Medan         | Indonezja        | Liga Indonesia | 2     | 1      |
| 2011/12 | PSMS Medan            | Indonezja        | Liga Indonesia | 13    | 2      |
| 2013    | PSMS Medan            | Indonezja        | Liga Indonesia | ?     | ?      |

## Kariera reprezentacyjna
W reprezentacji Korei Południowej An Hyo-yeon występował w latach 1998–2002. W 2001 wystąpił w Pucharze Konfederacji. W turnieju w Korei wystąpił w meczu z Francją. W 2002 uczestniczył w Złotym Pucharze CONCACAF. W Złotym Pucharze CONCACAF wystąpił w trzech meczach z Meksykiem, Kostaryką i Kanadą. Ogółem rozegrał w reprezentacji 14 meczów, w których zdobył 6 bramek.